# Hold Your Fire
Hold Your Fire är det kanadensiska rockbandet Rushs tolfte album, vilket släpptes 1987. Albumet spelades in vid The Manor i Oxfordshire, Ridge Farm Studio i Surrey, Air Studios i Montserrat och vid McClear Place i Toronto. Albumet är det sista som Rush använde mycket keyboard instrument på.

## Låtlista
All musik har skrivits av Geddy Lee och Alex Lifeson och texterna är författade av Neil Peart.
Sida ett
1. "Force Ten" - 4:31
2. "Time Stand Still" - 5:09
3. "Open Secrets" - 5:38
4. "Second Nature" - 4:36
5. "Prime Mover" - 5:19

Sida två
1. "Lock and Key" - 5:09
2. "Mission" - 5:16
3. "Turn the Page" - 4:55
4. "Tai Shan" - 4:15
5. "High Water" - 5:33

## Medverkande
- Geddy Lee - bas, synthesizers, sång
- Alex Lifeson - elektriskaoch akustiska gitarrer
- Neil Peart - trummor, slagverk
- Aimee Mann - bakgrundssång ("Time Stand Still")

- Andy Richards - keyboards
- Steven Margoshes - strängarrangemang och dirigent